# Севаст
Севаст (грч. σεβαστός, дословно преузвишени) је била византијска титула, која је у доба Комнина уведена као висока дворска титула, али је касније изгубила на свом значају. Она се јавља у Бугарској (од 12. века) и Србији (од краја 13. века), а коришћена је као основа за стварање других титула.

## Титула севаста у Византији
Сам термин севаст, јавља се у текстовима на грчком језику, писаним у I и 2. веку и њиме је превођена римска титула август (лат. augustus) односно узвишени.
У византијском церемонијалу се јавља крајем 11. века, када је цар Константин IX (1042—1055) своју љубавницу Склерину прогласио севастом. То звање је додељено и Комнинима (Алексију и Исаку), као и нећаку патријарха Михајла Керуларија.
Реформом византијских титула, коју је спровео цар Алексије Комнин (1081—1118), термин севаст је искоришћен као основа за стварање највишихих титула (севастократор, паниперсеваст и протосеваст), док је као титула био резервисан за припаднике племства, најчешће чланове владарске породице (процењује се да је 90% севаста из тог доба, припадало породици Комнина).
Већ крајем 12. века, титула севаста је изгубила на свом пређашњем значају. Током 13. и 14. века, титула севаста је додељивана командантима страних јединица у византијској војсци, а већ у 14. веку, спадала је међу ниже титуле и налазила се, у хијерархијском смислу, испод титуле друнгарија.

## Титула севаста у другим државама
Титула севаста коришћена је и у суседним државама, под утицајем византијске културе. У Бугарској се јавља у 12. веку и означава управника неке мање области, док се средњовековној Србији јавља у доба краља Милутина (1282—1321), а користи се за разне државне достојанственике.

## Титуле са основом севаст
Титула севаст је послужила као основа за стварање читавог низа других титула:
- Севастократор
- Протосеваст
- Пансеваст
- Паниперсеваст
- Севастоипертат
- Пансевастоипертат
- Протопансевастоипертат